# Faye-d'Anjou
Faye-d'Anjou är en kommun i departementet Maine-et-Loire i regionen Pays de la Loire i nordvästra Frankrike. Kommunen ligger i kantonen Thouarcé som tillhör arrondissementet Angers. År 2018 hade Faye-d'Anjou 1 396 invånare.

## Befolkningsutveckling
Antalet invånare i kommunen Faye-d'Anjou
| Referens: INSEE |